# Projektil
Et projektil er en genstand fra patronen, der sendes gennem luften, hvor kraftpåvirkningen sker ved afsendelsen. Som regel tænkes på en kugle fra et håndskydevåben (kaldes også et skarp), men granater, pile, spyd og i princippet også tennisbolde kan siges at være projektiler. Fælles for projektiler er, at de bevæger sig i overensstemmelse med kasteparablen.
Hastigheden for et projektil fra en revolver eller en automatpistol er omkring 150-550 meter pr. sekund. Et projektil affyret fra en militærriffel har en hastighed på omkring 800-1.200 meter i sekundet.
| Våben | Spire Denne artikel om våben er en spire som bør udbygges. Du er velkommen til at hjælpe Wikipedia ved at udvide den. |